# Nephrotoma pjotri
Nephrotoma pjotri är en tvåvingeart som beskrevs av Tangelder 1984. Nephrotoma pjotri ingår i släktet Nephrotoma och familjen storharkrankar. Inga underarter finns listade i Catalogue of Life.